# Coupe d'Asie de football ConIFA
La Coupe d'Asie de football ConIFA est une compétition continentale créée et organisée par la ConIFA, une organisation qui regroupe certains États, minorités, régions ou nations non affiliées à la FIFA désirant participer à des compétitions internationales. Elle est créée en 2023. Sur le plan sportif, cette compétition est considérée comme la première plus importante en Asie au sein de la ConIFA.
La 1er édition a eu lieu du 4 août au 8 août 2023 au Portugal dans la ville de Alcochete au sud de Lisbonne pour des raisons de sécurité, et a vu le Tamil Eelam s'imposer.

## Histoire

### Coupe d'Asie de football ConIFA 2023
La Coupe d'Asie de football ConIFA 2023 est la première édition de la Coupe d'Asie de football ConIFA. Elle a eu lieu au Portugal du 4 août au 8 août 2023. Initialement la compétition devait avoir lieu au Pays-Bas. La sélection Tamil Eelam remporte la Coupe d'Asie de football ConIFA 2023, ce qui lui permet de gagner sa place pour la Coupe du monde de football ConIFA 2024.

### Coupe d'Asie de football ConIFA 2025
La Coupe d'Asie de football ConIFA 2025 est la seconde édition de la Coupe d'Asie de football ConIFA. Le tournoi se jouer au Elmbridge Xcel Sports Hub à Walton-on-Thames, Londres, du 1er au 5 juillet 2025. La sélection Tamil Eelam remporte la Coupe d'Asie de football ConIFA 2025 en Angleterre.

## Palmarès
Bilan de la Coupe d'Asie de football ConIFA

### Palmarès Masculin
| Édition | Année | Lieu       | Finale      | Finale | Finale             | Match pour la 3e place | Match pour la 3e place | Match pour la 3e place |
| Édition | Année | Lieu       | Vainqueur   | Score  | Finaliste          | 3e place               | Score                  | 4e place               |
| ------- | ----- | ---------- | ----------- | ------ | ------------------ | ---------------------- | ---------------------- | ---------------------- |
| 1er     | 2023  | Portugal   | Îlam tamoul | 3-1    | Hmong              | Tibet                  | -                      |                        |
| 2e      | 2025  | Angleterre | Îlam tamoul | 5-0    | Turkestan oriental | Tibet                  | -                      |                        |
| 3e      | 2027  | -          |             | X-X    |                    |                        | -                      |                        |

### Bilan par sélection
Le tableau suivant présente le bilan par sélection ayant atteint au moins une fois le dernier carré.
| Pays               | Vainqueur | Finaliste | Troisième | Quatrième | Participations |
| ------------------ | --------- | --------- | --------- | --------- | -------------- |
| Îlam tamoul        | 2         | 0         | 0         | 0         | 2/2            |
| Hmong              | 0         | 1         | 0         | 0         | 1/1            |
| Turkestan oriental | 0         | 1         | 0         | 0         | 1/1            |
| Tibet              | 0         | 0         | 2         | 0         | 2/2            |

## Statistiques

### Meilleur buteur par édition
| Edition | Joueurs      | Buts |
| ------- | ------------ | ---- |
| 2023    | S. Nirunthan | 4    |
| 2025    | Sharushan    | 3    |
| 2027    |              |      |

### Meilleurs buteurs, toutes phases finales confondues
| Buts | Joueurs      | Équipe      | Détail par édition |
| 4    | S. Nirunthan | Îlam tamoul | 4 en 2023          |
| 3    | Matt Lee     | Hmong       | 3 en 2023          |

### Présidents, sélectionneurs et capitaines vainqueurs
| Année | Président  | Sélectionneur  | Capitaine     | Sélection   |
| ----- | ---------- | -------------- | ------------- | ----------- |
| 2023  | I.Kishanth | A.Theepan      | R.Prashshanth | Îlam tamoul |
| 2025  | I.Kishanth | Nambiar Ragesh | R.Prashshanth | Îlam tamoul |
| 2027  |            |                |               |             |

## Organisation

### Stades des finales
| Année | Stade                                       |
| ----- | ------------------------------------------- |
| 2023  | CGD Stadium Aurelio Pereira, Alcochete      |
| 2025  | Elmbridge Xcel Sports Hub, Walton-on-Thames |
| 2027  |                                             |